# Excarnación

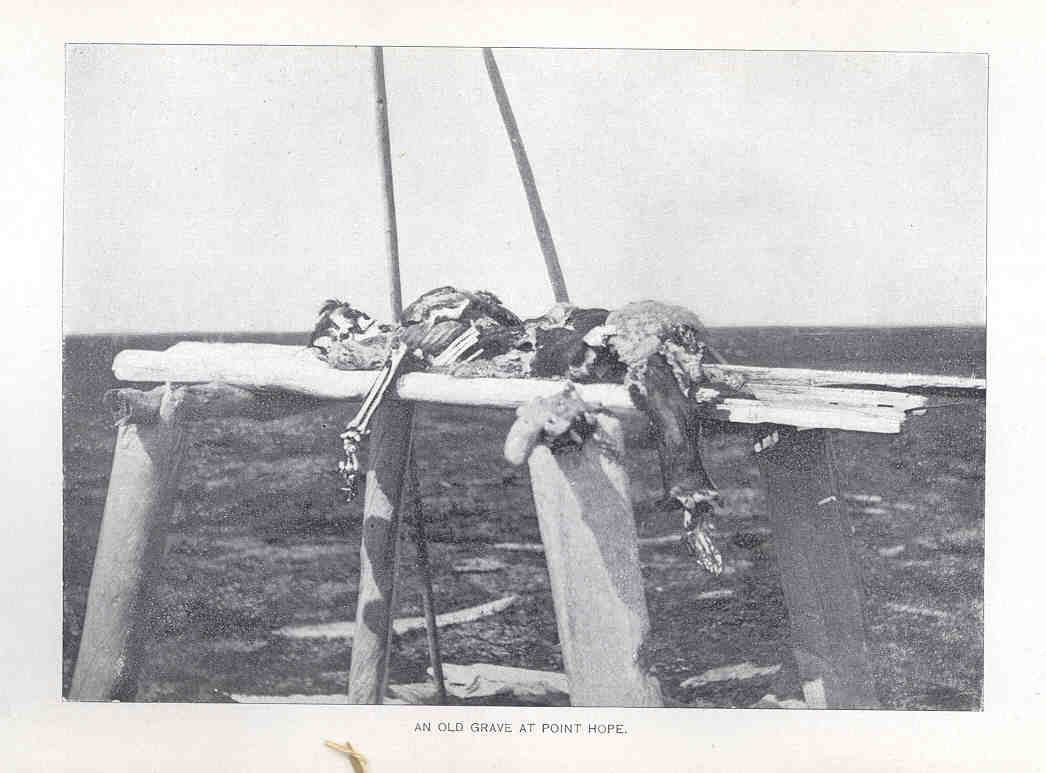
Excarnación de un cadáver en Point Hope, Alaska, 1899.

En arqueología y antropología, el término excarnación (también conocido como descarnado) se refiere a la práctica de quitar la carne y los órganos de los muertos antes de su entierro. La excarnación se puede lograr a través de medios naturales, como dejar un cadáver expuesto a los elementos o para que los animales se alimenten, o descuartizando el cadáver a mano. Después de la excarnación, algunas sociedades recuperaban los huesos para enterrarlos. La excarnación se ha practicado en todo el mundo durante decenas de miles de años. La evidencia arqueológica más antigua de excarnación proviene del valle del río Awash en Etiopía, hace 160.000 años. Ejemplos de excarnación son los entierros celestiales en zonas de Asia, la torre del silencio de Zoroastro y los entierros en árboles de los nativos norteamericanos. La excarnación se practica por una variedad de razones espirituales y prácticas, incluida la creencia espiritual tibetana de que la excarnación es la forma más generosa de entierro, y la preocupación práctica de los comanches de que en invierno el suelo es demasiado duro para un entierro subterráneo. Los sitios de excarnación son identificables en el registro arqueológico por una concentración de huesos más pequeños (como los dedos de las manos o los pies), que serían los huesos que se desprenderían más fácilmente del cuerpo y que los practicantes de la excarnación no notarían.

## Metodología

### Identificación de la excarnación
A partir del patrón de marcas en algunos huesos humanos en sitios prehistóricos, los investigadores han inferido que los miembros de la comunidad extrajeron la carne de los huesos como parte de sus prácticas funerarias.
Dado que los metatarsianos, los huesos de los dedos de las manos y de los pies, son muy pequeños, se caerían fácilmente a través de los espacios en una estructura tejida o rodarían por el costado durante esta extracción. Por lo tanto, un sitio donde solo se encuentran huesos pequeños sugiere una excarnación ritual.

### Distinguir la excarnación del canibalismo
Los arqueólogos que buscan estudiar la práctica de la excarnación ritual en el registro arqueológico deben diferenciar entre la extracción de carne como práctica funeraria y como precursora del canibalismo. Cuando se descubren huesos humanos que muestran signos de eliminación de la carne en el registro fósil, se puede utilizar una variedad de criterios para distinguir entre los dos. Un enfoque común es comparar las marcas de herramientas y otros cortes en los huesos con los huesos de animales sacrificados del mismo sitio, con la suposición de que los humanos canibalizados habrían sido preparados como cualquier otra carne, mientras que los cuerpos desencarnados se prepararían de manera diferente. Los huesos canibalizados, a diferencia de los huesos excarnados, también pueden exhibir signos reveladores como marcas de dientes humanos, huesos largos rotos (para facilitar la extracción de médula) y signos de cocción, como "pulido de olla".

## Por región

### África
Hace 160.000 años, el Homo sapiens idaltu en el valle del río Awash (cerca de la actual aldea de Herto, Etiopía) practicaba la excarnación.

### Asia

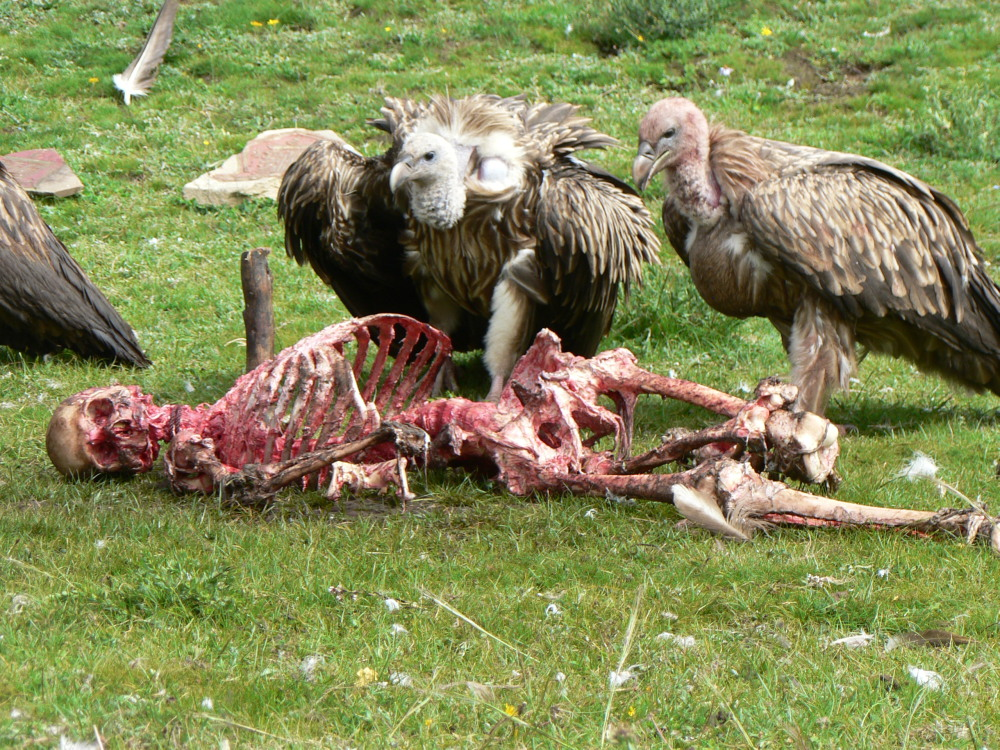
Entierro celestial en el Tibet

Los parsis en Mumbai mantienen una reserva en la cima de una colina, el bosque Doongerwadi, en Malabar Hill con varias torres del silencio. Debido a la disminución de los buitres en la India (debido a los cambios en las prácticas de cría de animales), la práctica tradicional de la excarnación se ha enfrentado a la presión de evolucionar sin dejar de cumplir el mismo propósito, por lo que los administradores de la reserva introdujeron concentradores solares en las torres. Otras aves carroñeras juegan un rol similar, pero no son tan eficientes como los buitres.
Prácticas en las que se hace uso de procesos naturales para la excarnación son los entierros celestiales tibetanos y los funerales zoroastrianos tradicionales.

### Norteamérica
Los entierros aéreos (también conocidos como entierros en árboles) son una forma de entierro secundario, donde un cuerpo se coloca separado del suelo, ya sea en un árbol o en un andamio. Después de un período prolongado de tiempo (de meses a años) los restos son desencarnados y enterrados bajo tierra. Los entierros aéreos fueron practicados en las Grandes Llanuras por muchas sociedades diferentes, incluidos los comanches, los pies negros, los siux, los dakotas, los cheyenes, los mandan y los crow. Los entierros aéreos se practicaban por razones tanto espirituales como prácticas. Algunas tribus, como los sioux y los lakota, creían que elevar los restos facilitaría mejor el viaje de un espíritu fuera de su cuerpo. Además, elevar los restos protegía a los cuerpos de ser devorados por los lobos y permitía controlar las enfermedades cuando no era posible enterrarlos, como en invierno, cuando el suelo era demasiado duro. Por último, algunos grupos nómadas tenían cementerios específicos que solo visitaban una vez al año.
Debido a la naturaleza temporal de los entierros aéreos y porque los andamios estaban hechos de materiales perecederos, como la madera, los entierros aéreos dejan poca evidencia arqueológica. Por lo tanto, gran parte de la evidencia de entierros aéreos proviene de fuentes etnográficas. Sin embargo se han descubierto algunos sitios arqueológicos donde los arqueólogos creen que ocurrió la excarnación cuando los restos se transfirieron del entierro aéreo primario a su lugar de descanso final o a un sitio de entierros aéreos secundarios. Estos sitios son identificables por una concentración de huesos más pequeños (como dedos de las manos o de los pies), que serían los huesos que se desprenderían más fácilmente del cuerpo y que los practicantes de la excarnación no notarían.
Después de la colonización, el gobierno de los Estados Unidos declaró ilegal el entierro aéreo, ya que entraba en conflicto con las ideas cristianas. Sin embargo, en los últimos años, se ha permitido el entierro aéreo en reservas, lo que ha llevado a que un pequeño número de personas regresen a la práctica del entierro aéreo.
En el noroeste del Pacífico, los entierros en canoa eran la forma principal de entierro entre las tribus de habla chinookan del río Columbia. Los cuerpos eran envueltos en mantas y colocados dentro de una canoa con artículos personales. Las familias más ricas a veces coronaban la canoa funeraria con una segunda canoa más grande para protegerla de la lluvia. Luego la o las canoas se colocarían en un árbol.
En 1830 el jefe Chinook, Comcomly, tras su muerte fue enterrado en una canoa en un cementerio familiar.

### Europa
Hay evidencia de excarnación en Gran Bretaña e Irlanda durante el Neolítico, para lo que los cuerpos se dejaban descomponer en un recinto mortuorio al aire libre, en una plataforma de excarnación o en una cueva sellada, antes de que los huesos fueran depositados en otro lugar.
En Italia los agricultores neolíticos que vivían en Tavoliere, hace más de 7000 años, practicaban el ritual de descarnado de los muertos. Ligeras marcas de corte sugieren que los huesos fueron descarnados hasta un año después de la muerte. Los huesos se depositaron en la cueva de Scaloria y, cuando se excavaron, se mezclaron con huesos de animales, cerámica rota y herramientas de piedra.
Una práctica conocida como mos teutonicus, o excarnación activa, era una costumbre alemana. Los cuerpos se descomponían de manera diferente a la simple descarnación: se cortaban y hervían en vino, agua o vinagre.
Se dice que el rey san Luis IX de Francia fue descarnado hirviendo su cadáver hasta que la carne se separó de los huesos. Este procedimiento estuvo destinado a preservar sus huesos, evitar la descomposición de los restos durante su regreso a Francia de la Octava Cruzada y proporcionar reliquias.